# Vilmos Jávori

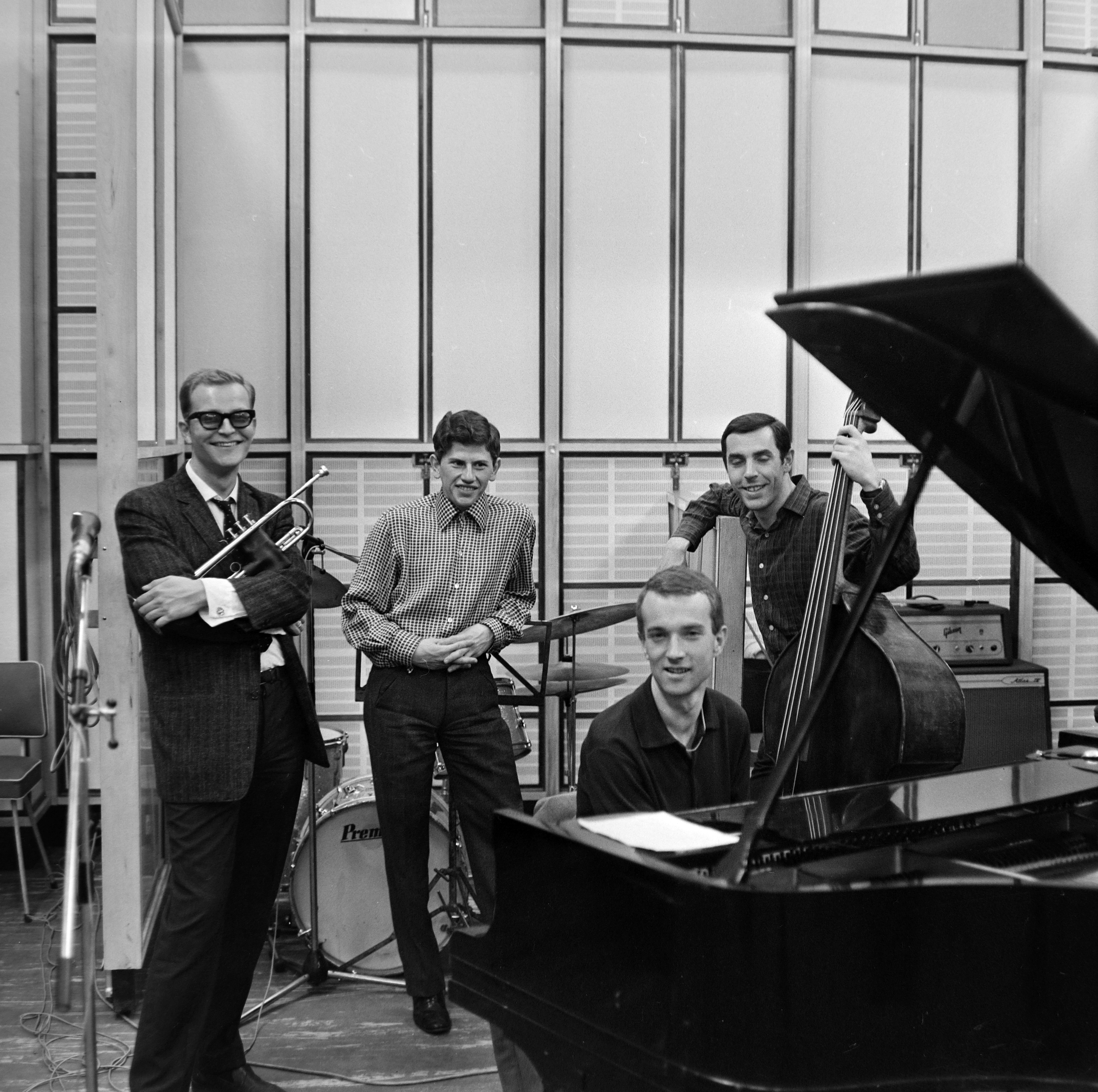
Vilmos Jávori (1963, zweiter von links) im Quartett von Rudolf Tomsits (links) mit György Vukán (Piano) und Balázs Berkes (Kontrabass)

Vilmos Jávori (* 18. Oktober 1945 in Budapest; † 20. Februar 2007 ebenda) war ein ungarischer Jazzmusiker (Schlagzeug); er galt als „renommierter Künstler in der internationalen Jazzszene.“

## Leben und Wirken
Jávori wuchs in einer Musikerfamilie auf. Früh begann er mit dem Schlagzeugspiel. Nach der Schulzeit kam er in die Schlagzeugklasse des Konservatoriums. Nach dem Abschluss des Konservatoriums begann er bei Attila Garai. Dann arbeitete er mit János Fogarasi, György Vukán, Rudolf Tomsits, Béla Szakcsi Lakatos und György Szabados. 1966 trat er mit dem Trio von Aladár Pege auf dem Stockholmer Jazzfestival auf; Mit dem Quartett von Tomsits gastierte er beim Montreux Jazz Festival 1968.
1971 arbeitete Jávori in den Vereinigten Staaten, wo er bei Elvin Jones studierte und mit Jan Hammer spielte. Mit dem Mr. Sextet von Mihály Ráduly trat er beim Montreux Jazz Festival 1972 auf. Im selben Jahr gründete er mit Mihály Ráduly, Béla Szakcsi Lakatos, Gyula Babos und Béla Lakatos das Ensemble Rákfogó, eine trotz zunächst nur kurzen Bestehens sehr einflussreiche Band. Ab 1975 trat er mit Gusztáv Csík und János Fogarasi im Csík-Fogarasi-Jávori-Trio auf; 1980 gastierte er mit dem Trio von Aladár Pege auf dem Festival Jazz Yatra in Mumbai.
Anfang der 1980er Jahre gründete Jávori mit Ferenc Snétberger, Rudolph Torma und Péter Csiszár sein Jávori-Quartett, mit dem er Swing- und Latin-Musik spielte. 1986 war er Gründungsmitglied des Hungarian Jazz Quartet, mit dem er bis 1989 mehr als 400 Konzerte in Europa spielte. 2003 gründete er seine Jávori Sound Machine mit jungen talentierten Musikern, darunter auch sein Sohn Dávid (Geige, Gesang). Deren Album wurde 2003 veröffentlicht; das selbstproduzierte Album enthält sieben Volkslieder in neuen Arrangements.
Jávori wirkte an zahlreichen Film-Soundtracks mit; bekannt wurde sein Schlagzeugsolo in István Szabós Spielfilm Mephisto. Auch komponierte er Filmmusik, etwa zum Film Isten hátrafelé megy. Er starb nach langer Krankheit.

## Preise und Auszeichnungen
Jávori erhielt für sein Ensemblespiel mehrere Preise bei internationalen Jazzwettbewerben, so 1968 in Montreux als Mitglied des Quartetts von Rudolf Tomsits den Kritikerpreis der Jazzmagazine, 1972 in San Sebastian mit György Szabados den ersten Preis in der Kategorie „Free“ und im selben Jahr in Montreux mit dem Mr. Sextet den Kritikerpreis. 2001 wurde er für seine pädagogische Arbeit mit dem Leó-Weiner-Preis ausgezeichnet. 2005 erhielt er das Ritterkreuz des Verdienstordens der Republik Ungarn. 2007 verlieh ihm der ungarische Jazzverband den Gábor-Szabó-Preis, den er nicht mehr entgegennehmen konnte.

## Diskographische Hinweise
- Hungarian Jazz Quartet: New Age (Krém 1988, mit Gyula Csepregi, Béla Szakcsi Lakatos, Pál Vasvári)
- Jávori Sound Machine: Szivárvány Havasán (2003, mit Dávid Jávori, László Nagy, Péter Sárik, József Plútó Horváth sowie Tony Lakatos)